# Tigers Tübingen
O Tigers Tübingen é um clube profissional de basquetebol alemão que atualmente disputa a Pro A. Sua sede está na cidade de Tubinga, Baden-Württemberg e sua arena é a Paul Horn-Arena com 3.132 lugares.

## Temporada por Temporada
| Temporada | Nivel | Liga       | Pos.     |
| --------- | ----- | ---------- | -------- |
| 2000–01   | 2     | 2. BBL     | 1º       |
| 2001–02   | 1     | Bundesliga | 15º      |
| 2002–03   | 2     | 2. BBL     | 2º       |
| 2003–04   | 2     | 2. BBL     | 1º       |
| 2004–05   | 1     | Bundesliga | 14º      |
| 2005–06   | 1     | Bundesliga | 12º      |
| 2006–07   | 1     | Bundesliga | 10º      |
| 2007–08   | 1     | Bundesliga | 15º      |
| 2008–09   | 1     | Bundesliga | 14º      |
| 2009–10   | 1     | Bundesliga | 12º      |
| 2010–11   | 1     | Bundesliga | 12º      |
| 2011–12   | 1     | Bundesliga | 12º      |
| 2012–13   | 1     | Bundesliga | 10º      |
| 2013–14   | 1     | Bundesliga | 16º      |
| 2014–15   | 1     | Bundesliga | 14º      |
| 2015–16   | 1     | Bundesliga | 14º      |
| 2016–17   | 1     | Bundesliga | 15º      |
| 2017–18   | 1     | Bundesliga | 18       |
| 2018-19   | 2     | ProA       | 9        |
| 2019-20   | 2     | ProA       | COVID 19 |
| 2020-21   | 2     | ProA       | 13       |
| 2021-22   | 2     | ProA       | 1        |
| 2022-23   | 2     | ProA       | 2        |
| 2023-24   | 1     | BBL        | 18       |
| 2024-25   | 2     | ProA       |          |